# Narysov
Narysov (německy Nahorschan, dříve také Narisov) je obec v okrese Příbram ve Středočeském kraji, asi 2 km jižně od Příbrami. Žije zde 280 obyvatel.

## Historie
První písemná zmínka o obci pochází z roku 1379.

## Obecní správa

### Části obce
- Narysov (k. ú. Narysov)

Součástí obce je také základní sídelní jednotka Na Výfuku (také Vejfuk).
Sousedními obcemi sídla jsou Vysoká u Příbramě, Třebsko, Příbram a Bohutín.
Od 1. ledna 1980 do 23. listopadu 1990 byla obec součástí města Příbram.

### Územněsprávní začlenění
Dějiny územněsprávního začleňování zahrnují období od roku 1850 do současnosti. V chronologickém přehledu je uvedena územně administrativní příslušnost obce v roce, kdy ke změně došlo:
- 1850 země česká, kraj Praha, politický i soudní okres Příbram[5]
- 1855 země česká, kraj Praha, soudní okres Příbram
- 1868 země česká, politický i soudní okres Příbram
- 1939 země česká, Oberlandrat Tábor, politický i soudní okres Příbram[6]
- 1942 země česká, Oberlandrat Praha, politický i soudní okres Příbram[7]
- 1945 země česká, správní i soudní okres Příbram[8]
- 1949 Pražský kraj, okres Příbram[9]
- 1960 Středočeský kraj, okres Příbram
- 2003 Středočeský kraj, okres Příbram, obec s rozšířenou působností Příbram

## Doprava

### Dopravní síť
Do obce vedou silnice III. třídy. Železniční trať ani stanice či zastávka na území obce nejsou.

### Autobusová doprava 2024
Autobusovou dopravu v obci Narysov zajišťují společnosti Arriva Střední Čechy a ČSAD AUTOBUSY České Budějovice. Obec je součástí Pražské integrované dopravy (PID). V obci se nacházejí zastávky Narysov a Narysov,rozc.Vysoká. Směrem do Příbrami se nachází zastávka Narysov,Na Výfuku. Obcí procházejí tři autobusové linky: 482, 506 a 567. Linka 482 spojuje Narysov s Příbramí a směrem na druhou stranu pokračuje přes Březnici, Blatnou až do Strakonic. Linka 567 začíná v Příbrami a pokračuje přes Bohutín, Vysokou u Příbramě, Narysov, Třebsko a Modřovice, přičemž končí v Rožmitálu pod Třemšínem. Linka 506 MHD Příbram jezdí ze Zavržic a dál pokračuje přes Narysov, Zdaboř, Fialku, II.polikliniku, autobusové nádraží, Koperníkovu až na Svatou Horu,areál, a naopak. Před integrací příbramské MHD do systému PID linka nesla označení 6B.